# Richard Tarlton

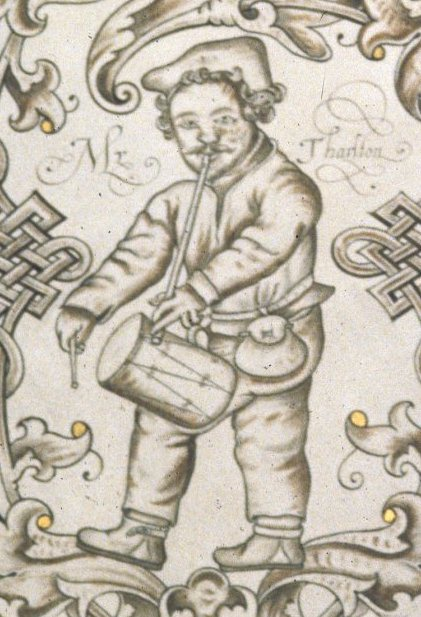
Richard Tarlton.

Richard Tarlton (1530 . 3 de septiembre de 1588), fue un actor inglés, el más famoso actor cómico o payaso de la época isabelina.
Nació en Condover, Shropshire. En 1583, cuando se le menciona entre los miembros originales de los hombres de la reina, ya era un actor experimentado.
Tarlton fue el primer actor cómico o payaso que estudió a los locos y tontos auténticos para añadir autenticidad a sus personajes. Al final de las representaciones solía bromear con el público. Trabajó con los Queen Elizabeth's Men en el Teatro Curtain al comienzo de su carrera en 1583. Su fama rebasó los límites sociales que consideraban a los actores poco menos que vagabundos: Sir Philip Sidney fue el padrino de uno de los hijos de Tarlton. Era el payaso favorito de la reina Isabel. Tarlton’s Jests (1600) relata que Tarlton, al retirarse, recomendó como sustituto a Robert Armin. Tarlton vivió en Shoreditch y en su iglesia está enterrado, donde un monumento moderno le conmemora, a él y a otros actores del periodo isabelino que vivieron y murieron en lo que fue el primer distrito teatral de Londres.
Se le atribuyen muchos dichos ingeniosos, bromas y chistes en gran parte recogidos en Tarlton's Jests. Hay quien sugiere que la evocación de Yorick en Hamlet fue compuesto en memoria de Tarlton.
Su obra The Seven Deadly Sins (Los siete pecados capitales) fue muy popular en la época, pero no ha sobrevivido. Además de baladas y esta obra, escribió numerosos panfletos, uno de los cuales fue A True report of this earthquake in London (Un relato verdadero de este terremoto en Londres) (1580). 